# Juvignac
Juvignac là một xã thuộc tỉnh Hérault trong vùng Occitanie phía nam nước Pháp. Xã này nằm ở khu vực có độ cao 22,5-145 mét trên mực nước biển. Dân số thời điểm năm 1999 là 145 người.